# Héros Kim Kun Ok
Le Héros Kim Kun Ok (coréen : 김군옥영웅함) ou sous-marin nucléaire d’attaque tactique n°841, est un sous-marin de classe Sinpo-C utilisé par la marine populaire de Corée. Il s’agit d’une modification du sous-marin de classe Romeo, dont 20 sont exploités par la Corée du Nord. Le terme « nucléaire » dans sa désignation fait référence à son armement projeté. Il possède un moteur Diesel et non un réacteur nucléaire.
Le sous-marin a été lancé le 6 septembre 2023 sous le nom de Héros Kim Kun Ok et baptisé et mis en service le lendemain. Kim Jong-un a assisté aux deux événements en tant qu’invité principal. Le Héros Kim Kun Ok a été vanté par les médias nord-coréens comme le « premier du genre » conçu pour « les principaux moyens offensifs sous-marins, ».

## Contexte
En août 2016, l’existence d’une classe moderne de sous-marins, désignée classe Sinpo, a été révélée après le lancement d’un missile balistique KN-11 dans la mer du Japon.
Par la suite, en 2019, des images satellites ont montré un sous-marin modifié de classe Romeo, d’un déplacement d’environ 3000 tonnes, en construction au chantier naval Sinpo Sud,. L’analyse de 38 North indique qu’il se trouvait dans le hall de construction dès 2014.
Kim Jong-un a visité en 2019 le site de construction, considéré comme l’usine de sous-marins Pongdae, et a déclaré qu’une « nouvelle ère » pour la marine populaire coréenne arrivait dans un délai de « cinq à dix ans ». Avant la cérémonie officielle, le National Intelligence Service a noté que la Russie avait proposé un exercice naval conjoint avec la Corée du Nord et la Chine à la fin de juillet 2023.
Malgré sa désignation par la Corée du Nord comme un « sous-marin nucléaire d’attaque tactique », il ne s’agit ni d’un sous-marin d'attaque, conçu pour chasser des sous-marins hostiles, ni d’un sous-marin à propulsion nucléaire. La conception peut même manquer complètement de tubes lance-torpilles. Au lieu de cela, sa désignation fait référence à son armement projeté, peut-être jusqu’à 10 missiles balistiques à capacité nucléaire.
Avec 20 sous-marins de classe Romeo dans les stocks de la marine nord-coréenne, Kim a décrit comme possible une « amélioration rapide de nos capacités de défense nationale avec la dissuasion nucléaire comme noyau », avec un plan à long terme de modification du reste des sous-marins Romeo.

## Lancement
La cérémonie de baptême et de lancement du sous-marin a eu lieu au chantier naval Sinpo le 6 septembre 2023. Elle a été annoncée deux jours plus tard par les médias d’État nord-coréens. Les journalistes indépendants n’ont pas eu accès à l’événement. Elle devait coïncider avec le 75e anniversaire de la création de la Corée du Nord, le 9 septembre 1948,.
Le navire a été nommé d’après le chef naval Kim Kun Ok, qui a prétendu avoir coulé le croiseur américain USS Baltimore lors de la bataille de Chumunjin, malgré le fait que le Baltimore n’a jamais été déployé pendant la guerre de Corée et a en fait été désarmé et mis en réserve en 1947,.

## Armement
Le chercheur israélien sur les missiles Tal Inbar a déclaré à NK News que le sous-marin nouvellement modernisé peut transporter une combinaison de missiles balistiques lancés par sous-marin (SLBM) et de missiles de croisière avec des ogives nucléaires. Dave Schmerler, associé au James Martin Center, a observé sur les photos des médias d’État que le sous-marin dispose de quatre grandes trappes de missiles et six petites, les grandes capables de lancer des SLBM moyens comme le Pukguksong-3 capables de frapper des cibles à courte portée au Japon et en Corée du Sud. Il n’est pas clair si la Corée du Nord a développé les ogives requises pour de telles armes. La possession et l’essai de telles armes par la Corée du Nord constituent une violation de neuf résolutions du Conseil de sécurité des Nations Unies.
Il est également présumé que le sous-marin est capable de lancer un véhicule sous-marin sans pilote désigné « Haeil », dévoilé en mars 2023.
L’analyse du futur sous-marin lors de l’annonce publique indique que la longueur du sous-marin a été augmentée de 10 mètres (longueur totale 86 m) par rapport à la longueur du sous-marin Romeo d’origine, dont il diffère par une proue réduite, le retrait des tubes lance-torpilles avant, et un kiosque encombrant qui augmente la traînée hydrodynamique,.

## Histoire opérationnelle
Les médias d’État nord-coréens ont déclaré que le sous-marin était destiné à opérer dans la mer du Japon.

## Réponses
Dans une interview accordée par les chefs d’état-major interarmées de la Corée du Sud, un responsable a soulevé des questions sur les capacités du sous-marin. Il a déclaré qu’une surveillance accrue de la Corée du Nord, en coordination avec les États-Unis, se poursuivrait afin de répondre aux futures provocations,.
Les commentateurs sud-coréens ont déclaré que le sous-marin « ne semble pas être opérationnel », que Pyongyang « exagérait les capacités du sous-marin » qui « ne pouvaient pas être exploitées normalement », et que le projet « gaspillait les maigres ressources [de la Corée du Nord] dans son développement d’armes futiles tout en ignorant les difficultés de vie de son peuple »,.
L’âge de la conception de la classe Romeo, produite pour la première fois par l’Union soviétique en 1957, a soulevé des questions quant à l’efficacité du sous-marin s’il était jamais utilisé. L’ancien expert du gouvernement américain Vann Van Diepen l’a décrit comme « bruyant, lent et ayant une autonomie limitée ». Joseph Dempsey, un chercheur à l’Institut international d'études stratégiques, l’a décrit comme ayant « des limites et des vulnérabilités fondamentales ».